# Baszir Szihab II
Baszir (Beszir) Asz-Szihabi as-Sani, Baszir Al-Kabir lub Baszir Szihab II Wielki (ur. 1767 w Ghazirze, zm. 1850 w Konstantynopolu) – libański emir panujący w latach 1788–1840, najwybitniejszy przedstawiciel dynastii Szihabów, maronita.

## Pierwszy okres rządów
Baszir II pochodził z dynastii libańskich emirów, jednak ze względu na to, że utracił ojca tuż po narodzinach, dorastał w skromnych warunkach. Na skutek licznych intryg objął w 1788 roku władzę po obalonym kuzynie, Jusufie Szihabie i rozpoczął rządy pod tureckim zwierzchnictwem jako gubernator Dżabal Lubnan, Doliny Bekaa i Dżabal Amil, tworzących razem około dwóch trzecich współczesnego Libanu. Młody władca przystąpił do modernizacji państwa. Przeniósł siedzibę emirów z Dajr al-Kamar do Bajt ad-Din. Dokonał reformy podatków i administracji, ale napotkał silny opór ze strony lokalnych feudałów, z których najważniejszym był jego dawny sojusznik, a zarazem imiennik, szejk Baszir z druzyjskiego klanu Dżumblattów. W 1799 roku Baszir Szihab odmówiło udzielenia pomocy zarówno Napoleonowi, jak i Dżezzarowi Paszy podczas oblężenia Akki przez wojska francuskie. W latach 1821–1825 emir, wspierany przez chrześcijańskich stronników, próbował przejąć całkowitą kontrolę nad Górami Libanu, druzowie natomiast uzyskali panowanie nad Doliną Bekaa. W 1822 roku turecki gubernator Damaszku rozpoczął wojnę ze zbuntowanym władcą Akki, który sprzymierzył się z egipskim paszą Muhammadem Alim. W ramach tego konfliktu Baszir II opowiedział się po stronie Egipcjan, zaś Turków poparli druzowie, coraz bardziej niezadowoleni z rządów emira. Interwencja turecka doprowadziła do ucieczki Szihaba do Egiptu.

## Powrót do władzy
Baszir II po sułtańskim ułaskawieniu zdołał odzyskać władzę i zorganizować nową armię. W 1825 roku wojska wierne emirowi pokonał oddziały Dżumblatta w bitwie pod Al-Simqaniya. Zwycięski władca nie był wyrozumiały wobec przeciwników i wprowadził represje wobec druzów, zwłaszcza w okolicach Bejrutu, a Baszir Dżumblatt został zamordowany w Akce przez sojuszników Szihaba.

## Upadek
Władca Libanu chcąc uzyskać większą autonomię poparł Egipcjan w wojnie przeciwko Imperium Osmańskiemu (1831–1841), sprzymierzając się z synem Alego Paszy, Ibrahimem, który zajął Palestynę i Syrię w imieniu swojego ojca. W ten sposób zagroził interesom europejskich mocarstw (Wielkiej Brytanii, Austrii, Prus i Rosji), obawiających się opanowania Bliskiego Wschodu przez sojuszników Francji. Na tyłach armii egipskiej wybuchła rewolta druzów wspieranych przez Turków i Brytyjczyków. W 1837 roku emir uzbroił kilka tysięcy libańskich chrześcijan w celu stłumienia druzyjskiej rebelii, ale dwa lata później próbował rozbroić te oddziały. Wzrost ucisku fiskalnego oraz bezwzględne traktowanie poddanych doprowadziły do utraty poparcia wśród Libańczyków. W czerwcu 1840 roku wybuchło powstanie połączonych stronnictw druzyjskich i chrześcijańskich skierowane przeciwko rządom emira. Kilka miesięcy później flota brytyjsko-turecko-austriacka zaatakowała Bejrut, a Brytyjczycy i Turcy wylądowali w Dżuniji. Baszir II został schwytany i wysłany na wygnanie na Maltę. Zmarł na emigracji w 1850 roku.